# نت (مجله)
نِت (به انگلیسی: net) مجله‌و وبگاه بریتانیایی در حوزهٔ اینترنت و رایانه می‌باشد. این مجله که از سال ۱۹۹۴ شروع به کار نموده است، هر چهار هفته یکبار یک شماره را منتشر می‌کند (هر سال ۱۳ شماره). مخاطبان اولیهٔ دات‌نت کاربران معمولی اینترنت بود اما با گذشت زمان این مجله مخصوص طراحان وب آماتور و حرفه‌ای شد. در سال ۲۰۱۱ نیز اولین شماره از این مجله در فرمت دیجیتال برای تبلت‌ها آماده شد.